# Гудовичі
Гудовичі (у старовину також Гудовічеви) — український за походженням дворянський рід, що використав варіант польсько-литовського герба «Одровонж».
Основоположником роду вважається шляхтич Станіслав Янович Гудович, котрий отримав у 1567 році підтверджувальну грамоту на маєток Гудайце. Старший його син Матвій був родоначальником старшої гілки родоводу, внесеної до VI та I частини родовідних книг Віленської та Ковенської губерній. А у молодшого сина Івана були онуки Андрій та Степан Павловичі, які переселилися в Гетьманщину з Литви на початку XVIII ст. і служили в козацьких полках.
5 квітня 1797 р. генерал-аншефу Іванові Васильовичу Гудовичу був наданий титул графа, який 12 років по тому (12.12.1809) був поширений і на його чотирьох молодших братів. Рід графів Гудовичів унесений до V частини родовідних книг Чернігівської і Московської губерній, а рід дворян Гудовичів (нащадків Степана Павловича Гудовича) — до VI частини родовідної книги Чернігівської губернії.